# 曉鐘
《曉鐘》為台灣日治時期的一份文藝雜誌，1931年12月18日創刊，曉鐘社發行，台灣新聞社印刷，共三期，定價二十錢。編輯兼發行人為吳仁義，其同人包含蔡文忠、蔡秋桐、吳澄淵、吳久、張水牛等人。
創刊號載明接受論說、隨筆、科學、小說、戲曲、詩、童謠、童話、奇聞、笑談等各類文體投稿，並刊有賴和、蔡秋桐、劉夢華等人的作品，涵蓋詩作、小說、戲劇等。此外，亦有「古今名言」、「科學」、「通俗醫學」、「娛樂屋」及「人名小字典（外國人之部）」等欄目。
雖刊行時期短暫，且目前僅存創刊號，但仍保留了北港、虎尾地域文學的珍貴見證，並為以漢字創作台灣話文的革新語文提供了一個試驗與實踐的園地。